# Burni Kebaru
Burni Kebaru är ett berg i Indonesien.   Det ligger i provinsen Aceh, i den västra delen av landet, 1 600 km nordväst om huvudstaden Jakarta. Toppen på Burni Kebaru är 1 760 meter över havet.
Terrängen runt Burni Kebaru är kuperad åt sydväst, men åt nordost är den bergig.Runt Burni Kebaru är det mycket glesbefolkat, med 4 invånare per kvadratkilometer. Det finns inga samhällen i närheten. I omgivningarna runt Burni Kebaru växer i huvudsak städsegrön lövskog.